# Пролен

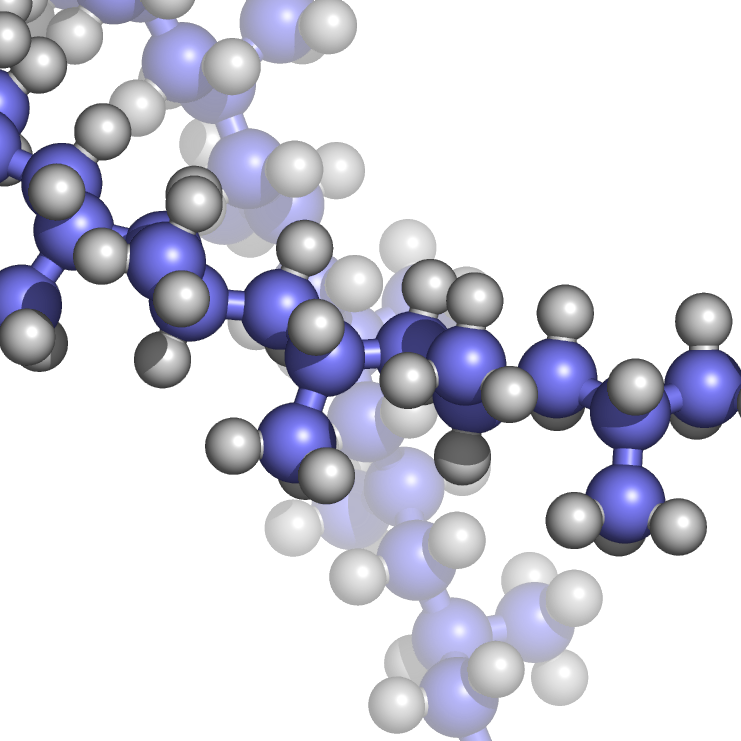
Модель молекули пролену

Пролен (англ. Prolene) — синтетичний монофіламентний нерозсмоктуючий шовний матеріал, виготовлений з ізотактичного кристалічного стереоізомера поліпропілену, синтетичного лінійного поліолефіна. Молекулярная формула - (С3H6)n.Широко використовується в серцево-судинній хірургії. Володіє контролем лінійного розтягування, тобто після розтягування матеріал повертається в початковий стан. Ця якість дуже важлива в судинній хірургії, враховуючи той факт, що судини не перебувають в статичному стані.Широко застосовують пролен в пластичній хірургії для накладання косметичних швів.